# Мёнтених
Мёнтених (нем. Möntenich) — община в Германии, в земле Рейнланд-Пфальц. 
Входит в состав района Кохем-Целль. Подчиняется управлению Трайс-Карден.  Население составляет 140 человек (на 31 декабря 2010 года). Занимает площадь 4,08 км².